# ワシントン郡 (アイオワ州)
ワシントン郡 (英: Washington County) はアメリカ合衆国アイオワ州に位置する郡である。人口は20,670人（2000年）。郡庁所在地はワシントンである。
ワシントン郡内部に位置する町の1つはリバーサイドである。リバーサイドはスタートレック・サイエンスフィクション物語の艦長ジェイムズ・カークの生まれ故郷であると知られている。

## 地理
アメリカ合衆国統計局によると、この郡は総面積1,478 km2 (571 mi2) である。このうち1,473 km2 (569 mi2) が陸地で5 km2 (2 mi2) が水面である。総面積の0.36%が水面となっている。

### 隣接する郡
- アイオワ郡 (北西)
- ジョンソン郡 (北東)
- ルイザ郡 (東)
- ヘンリー郡 (南東)
- ジェファーソン郡 (南西)
- ケオクク郡 (西)

## 人口動勢

2000年国勢調査に基づくワシントン郡の人口ピラミッド

2000年国勢調査で、この郡は人口20,670人、8,056世帯、及び5,631家族が暮らしている。人口密度は14/km2 (36/mi2) である。6/km2 (15/mi2) の平均的な密度に8,543軒の住宅が建っている。この郡の人種的な構成は白人97.04%、アフリカン・アメリカン0.29%、先住民0.19%、アジア0.25%、太平洋諸島系0.03%、その他の人種1.51%、及び混血0.68%である。ここの人口の2.73%はヒスパニックまたはラテン系である。
この郡内の住民は26.10%が18歳未満の未成年、18歳以上24歳以下が7.00%、25歳以上44歳以下が26.80%、45歳以上64歳以下が22.30%、及び65歳以上が17.90%にわたっている。中央値年齢は39歳である。女性100人ごとに対して男性は93.00人である。18歳以上の女性100人ごとに対して男性は90.10人である。
この郡の世帯ごとの平均的な収入は39,103米ドルであり、家族ごとの平均的な収入は45,636米ドルである。男性は29,592米ドルに対して女性は22,818米ドルの平均的な収入がある。この郡の一人当たりの収入 (per capita income) は18,221米ドルである。人口の7.60%及び家族の5.10%は貧困線以下である。全人口のうち18歳未満の10.30%及び65歳以上の7.30%は貧困線以下の生活を送っている。

## 都市及び町
- ワシントン (Washington)
- ブライトン (Brighton)
- リバーサイド (Riverside)
- ウェルマン (Wellman)
- ウエストチェスター (West Chester)
- Ainsworth
- Crawfordsville
- Kalona